# Sean Buck

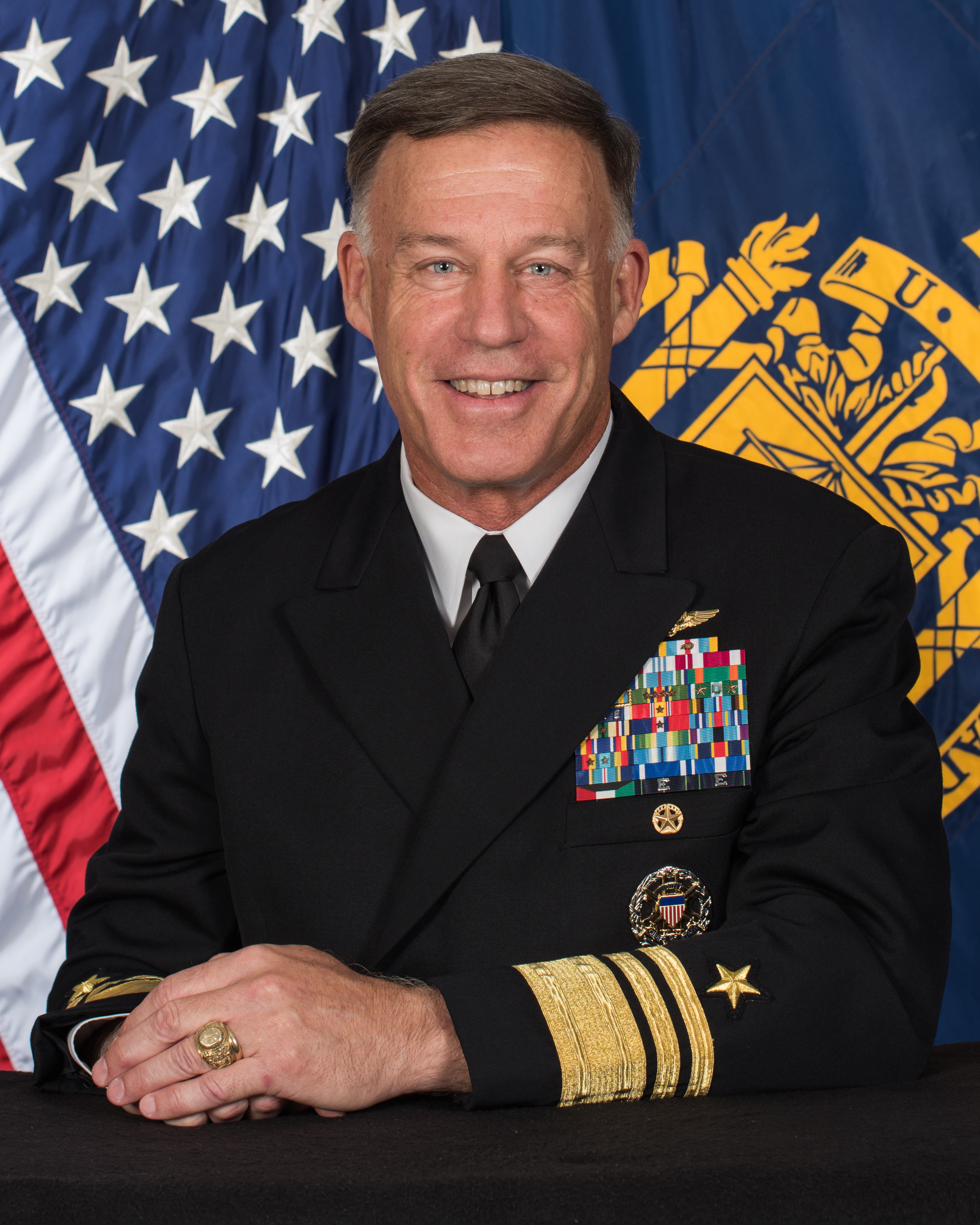
Sean Buck

Sean Scott Buck (* 1960 in Indianapolis, Indiana) ist ein pensionierter Vizeadmiral der United States Navy. Er war unter anderem Leiter (Superintendent) der United States Naval Academy (USNA).

## Leben
Sean Buck besuchte die öffentlichen Schulen seiner Heimat. Im Jahr 1983 absolvierte er die United States Naval Academy in Annapolis in Maryland. In der amerikanischen Marine durchlief er anschließend alle Offiziersränge bis zum Vizeadmiral.
Im Lauf seiner militärischen Karriere absolvierte er verschiedene Kurse und Schulungen. Dazu gehörten unter anderem eine Ausbildung zum Marineflieger; das Naval Command and Staff College; das Naval War College in Newport in Rhode Island; das Joint Forces Staff College in Norfolk in Virginia und das Seminar XXI am Massachusetts Institute of Technology (MIT). Außerdem erhielt er akademische Grade von der George Washington University und der Harvard Kennedy School.
In seinen frühen Jahren als Offizier der Marine war er Marinepilot. Im weiteren Verlauf kommandierte er verschiedene Marineeinheiten. Er war auch im Zweiten Golfkrieg eingesetzt. Zu den von ihm kommandierten Einheiten gehörten die 26. Marinestaffel (VP-26) und das 11. Aufklärungsgeschwader (Patrol and Reconnaissance Wing 11). Zwischen August 2016 und Mai 2019 kommandierte er als Konteradmiral die 4. Flotte – die Marinestreitkräfte des United States Southern Commands.
In früheren Jahren diente er in verschiedenen Hauptquartieren der Marine, aber auch in übergeordneten Stäben. Er gehörte unter anderem der Stabsabteilung für Planungen (J5) und einige Zeit später der Abteilung für Operationen (J3) bei den Joint Chiefs of Staff an. Zudem war er Stabsoffizier beim Chief of Naval Operations und in der Personalverwaltung der Marine (Bureau of Naval Personnel).
Am 26. Juli 2019 übernahm Sean Buck als Nachfolger von Walter E. Carter Jr. als Superintendent die Leitung der Marineakademie in Annapolis. Dieses Amt bekleidete er bis zum 27. August 2023 als Fred Kacher seine kommissarische Nachfolge antrat. In dieser Zeit kam es zu einer Untersuchung gegen ihn im Zusammenhang mit einem Ausschluss eines Kadetten von der Akademie. Buck wurden bewusste Falschangaben vorgeworfen. Am Ende wurde der Kadett wieder aufgenommen. Maßnahmen gegen Buck wurden aber auch nicht ergriffen, da die Untersuchung keine gravierenden Verstöße gegen die gängigen Militärregelungen ergab. Der Bericht des Untersuchungsgremiums der Marine vom September 2022 endete mit der Feststellung, dass keine weiteren Maßnahmen gegen Buck empfohlen werden. Im August 2023 trat Buck dann aus persönlichen Gründen vorzeitig als Leiter der Marineakademie zurück.
Im Juni 2024 wurde Buck Präsident der Non-Profit-Organisation National Training and Simulation Association (NTSA). Außerdem gründete er eine Beraterfirma.

## Orden und Auszeichnungen
Sean Buck erhielt im Lauf seiner militärischen Laufbahn unter anderem folgende Auszeichnungen:
- Navy Distinguished Service Medal
- Defense Superior Service Medal
- Legion of Merit

Hinzu kommen noch mehrere andere persönliche und auf Einheiten bezogene Auszeichnungen. 